# 聂秉贤
聶秉賢（1958年12月16日—），台灣資深男演員，在多部電視劇中有出色的表現。

## 電視劇
| 年份   | 頻道          | 劇名                                  | 飾演        |
| ------ | ------------- | ------------------------------------- | ----------- |
| 未知年 | 臺視          | 《中國民間故事》赤子情                | 唐昱        |
| 未知年 | 臺視          | 《中國民間故事》鍘判官                | 油溜鬼      |
| 未知年 | 臺視          | 《中國民間故事》藍采和傳奇            | 李公子      |
| 未知年 | 臺視          | 《中國民間故事》人狐情仇              | 王文        |
| 未知年 | 臺視          | 《中國民間故事》女狐外傳              |             |
| 未知年 | 臺視          | 《玫瑰瞳鈴眼》命帶桃花                | 董德輝      |
| 未知年 | 臺視          | 《玫瑰瞳鈴眼》職業小老婆              | 陳國平      |
| 未知年 | 臺視          | 《玫瑰瞳鈴眼》桃色危機                | 蔡慶達      |
| 未知年 | 臺視          | 《台灣男女真情事件》 - 摧毀幸福的計劃 |             |
| 1990年 | 臺視          | 《天眼》蘭花盜                        | 王文和      |
| 1991年 | 中視          | 花系列《菟絲戀》                      | 子明        |
| 1992年 | 中視          | 《軍官與淑女》                        | 馮立明      |
| 1992年 | 中視          | 花系列《薔薇》                        | 小猴        |
| 1992年 | 中視          | 花系列《琉璃花》                      | 彭乃迪      |
| 1993年 | 中視          | 花系列《木棉花的春天》                | 張沛忠      |
| 1993年 | 中視          | 花系列《仙人掌花》                    | 楊懷遠      |
| 1993年 | 中視          | 花系列《夜來香》                      | 夏日        |
| 1993年 | 華視          | 《包青天》報恩亭                      | 秦朋        |
| 1993年 | 華視          | 《包青天》九道本                      | 守城將      |
| 1994年 | 中視          | 花系列《火鶴》                        | 毒手        |
| 1994年 | 中視          | 花系列《香水百合花》                  | 阿彪        |
| 1995年 | 臺視          | 《秦始皇的情人》                      | 李奇        |
| 1995年 | 臺視          | 《天眼》海岸風雲                      | 潘正修      |
| 1996年 |               | 《天眼》碟仙戀                        | 葉志蒲      |
| 1996年 | 中視          | 花系列《胭脂花紅》                    | 王建國      |
| 1996年 |               | 《關公》                              | 程昱        |
| 1997年 | 華視          | 《台灣靈異事件》人皮倩影              | 李敏郎      |
| 1997年 | 華視          | 《台灣靈異事件》八家將                | 吳永泰      |
| 1997年 | 中視          | 《保鑣》                              | 計無窮      |
| 1998年 | 中視          | 《大巡按蕃薯官》黑龍潭                | 曹子雲      |
| 1998年 | 中視          | 《大巡按蕃薯官》靈異蛇爐              | 明德        |
| 1998年 | 中視          | 《大巡按蕃薯官》愛到卡慘死            | 明達        |
| 1998年 | 中視          | 《大巡按蕃薯官》作賊喊抓賊            | 張青天      |
| 1998年 | 中視          | 《大巡按蕃薯官》兇手不是人            | 花震海      |
| 1998年 | 中視          | 《大巡按蕃薯官》多情熱情別癡情        | 鐵雄        |
| 1998年 | 中視          | 《大巡按蕃薯官》大肚拼大肚            | 巴魯        |
| 1998年 | 中視          | 《大巡按蕃薯官》桃花劫                | 林佳明      |
| 1998年 | 中視          | 《大巡按蕃薯官》小心匪諜              | 周武鴻      |
| 1998年 | 民視          | 《舉頭三尺有神明》                    | 趙小賓      |
| 1998年 | 台視          | 《李鐵拐》第三單元：青面夜叉          | 謝捕頭      |
| 1998年 | 三立台灣台    | 《戲說台灣》牽亡奇談                  | 黃萬金      |
| 1998年 | 華視          | 《台灣靈異事件》鬼新娘                | 陳敏龍      |
| 1998年 | 華視          | 《台灣靈異事件》暫時停止呼吸          | 方正明      |
| 1998年 | 華視          | 《台灣靈異事件》判官筆                | 鰻魚        |
| 1999年 | 華視          | 《台灣靈異事件》鍾馗會說話            | 阿賢        |
| 1999年 | 華視          | 《台灣靈異事件》女鬼託嬰              | 張發財      |
| 1999年 | 華視          | 《台灣靈異事件》芋頭鬼與蕃薯鬼        | 法師        |
| 1999年 | 華視          | 《台灣靈異事件》女八家將              | 賢哥        |
| 1999年 | 華視          | 《台灣靈異事件》恨天鬼                | 算命師      |
| 1999年 | 華視          | 《台灣靈異事件》靈異特攻隊            | 萬哥        |
| 1999年 | 華視          | 《台灣靈異事件》搶救鐵頭刑警          | 阿義        |
| 1999年 | 華視          | 《台灣靈異事件》鬼戲連台              | 李應虎      |
| 1999年 | 華視          | 《台灣靈異事件》危險愛情遊戲          | 趙建邦      |
| 1999年 | 華視          | 《台灣靈異事件》樂透奇談-求生咖啡館   | 劉貝貝      |
| 1999年 | 華視          | 《台灣靈異事件》幽靈禁地              | 阿將        |
| 1999年 | 華視          | 《台灣靈異事件》灌籃高手              | 阿標        |
| 1999年 | 華視          | 《台灣靈異事件》陰陽夫妻              | 發粿仔      |
| 2001年 | 民視          | 《情義》                              | 阿勇        |
| 2002年 | 民視          | 《世間路》                            | 賴桑        |
| 2002年 | 民視          | 《雙面教父》                          | 六哥        |
| 2003年 | 民視          | 《日正當中》                          | 王勝欽      |
| 2004年 | 民視          | 《慾望人生》                          | 武雄        |
| 2005年 | 三立台灣台    | 《台灣龍捲風》                        | 陳來福      |
| 2005年 | 三立台灣台    | 《金色摩天輪》                        | 王台興      |
| 2005年 | 民視          | 《紅色女人花》真相                    | 柯權修      |
| 2005年 | 八大戲劇台    | 《第一劇場》閻王審鬼                  | 李文魁      |
| 2005年 | 台視          | 《蝴蝶密碼》奪命鬼手                  | 周開文      |
| 2005年 | 民視          | 《美麗人生》                          | 林仲衡      |
| 2006年 | 民視          | 《意難忘》                            | 聶超風      |
| 2006年 | 華視          | 《寶島少女成功記》                    | 梁敬明      |
| 2007年 | 台視          | 《神機妙算劉伯溫》第五單元、第六單元  | 趙君用      |
| 2007年 | 民視          | 《濟公》第五單元：濟公笑红塵          | 大寶法王    |
| 2008年 | 台視          | 《懷玉傳奇 千金媽祖》                 | 一憂子      |
| 2008年 | 中視          | 《光陰的故事》                        | 許父        |
| 2008年 | 華視          | 《歡喜來逗陣》                        | 黄泰        |
| 2009年 | 三立台灣台    | 《天下父母心》                        | 金九天      |
| 2010年 | 民視          | 《夜市人生》                          | 聶育宏      |
| 2012年 | 民視          | 《風水世家》                          | 阿土(客串)  |
| 2012年 | 三立台灣台    | 《牽手》                              | 林文安      |
| 2013年 | 三立台灣台    | 《天下女人心》                        | 謝正堂      |
| 2014年 | 緯來電影台    | 《便利人生》                          | 王有豪      |
| 2014年 | 民視          | 《龍飛鳳舞》                          | 徐祖文      |
| 2015年 | 民視          | 《廉政英雄》第三十二單元：真相        | 江仲宇      |
| 2015年 | 民視          | 《嫁妝》                              | 林正賢      |
| 2017年 | 民視          | 《外鄉女－黑美人》                    | 蔡父        |
| 2017年 | 民視          | 《幸福來了》                          | 黃山海      |
| 2017年 | 民視          | 《實習醫師鬥格》                      | 林玉芳      |
| 2018年 | 公視          | 《雙城故事》                          | Peter叔     |
| 2019年 | 公視          | 《苦力》                              | 曾叔        |
| 2020年 | 民視          | 《鏡子森林》                          | 王振康      |
| 2021年 | 公視、YouTube | 《國際橋牌社2》                       | 方光耀      |
| 2023年 | 三立台灣台    | 《一家團圓》                          | Take        |
| 2023年 | 三立台灣台    | 《天道》                              | 朱盛昌      |
| 2023年 | 三立台灣台    | 《戲說台灣-龍太子報親恩》             | 敖平        |
| 2023年 | 三立台灣台    | 《戲說台灣-池王爺解生死劫》           | 池府王爺    |
| 2024年 | 三立台灣台    | 《戲說台灣-蟾蜍仙解宿怨》             | 蟾蜍老祖    |
| 2024年 | 三立台灣台    | 《戲說台灣-古公三王》                 | 張好爺      |
| 2024年 | 三立台灣台    | 《戲說台灣-葫蘆墩聖帝祖》             | 聖帝祖      |
| 2024年 | 三立台灣台    | 《戲說台灣-石子瀨媽收豬精》           | 林老爺      |
| 2024年 | 三立台灣台    | 《戲說台灣-城隍媽的繡花鞋》           | 王老爺      |
| 2024年 | 三立台灣台    | 《戲說台灣-蜘蛛笑笑十八嬈》           | 池督 蜘蛛精 |
| 2025年 | 民視          | 《好運來》                            | 黃永圖      |

## 電影
- 1997年
  - 《黑金》(台譯:情義之西西里島)飾 侯副部長手下 阿良
- 1998年
  - 《天公金》飾 毒犯

## 外部連結
- 聂秉贤的Facebook專頁